# Bico-virado-miúdo
O bico-virado-miúdo (Xenops minutus) é uma ave passeriforme que se reproduz em florestas úmidas de várzea no Novo Mundo tropical, do sul do México ao sul ao oeste do Equador, nordeste da Argentina e sul do Brasil.

## Características
O bico-virado-miúdo possui aproximadamente 11 centímetros. Sua plumagem é uniforme: marrom-oliváceo por cima e pardo-escuro por baixo. Sua cauda tem coloração amarronzada. Possui bigode branco bem evidente, sobrancelha parda e mandíbula muito virada para cima.
Seu nome científico Xenops minutus quer dizer "estranho enfrentador pequeno."

## Hábitos
O bico-virado-miúdo habita o interior e as bordas de florestas. Costuma viver em estratos mais baixos da mata e pode ser visto em bandos mistos.

## Alimentação
O bico-virado-miúdo alimenta-se de pequenos insetos, entre eles larvas. Busca insetos em ramos pendentes e emaranhados de cipós.

## Reprodução
A espécie nidifica em buracos nas árvores, de um a dez metros de altura. Põe dois ovos, que possuem cor branca.

## Conservação
Em 2020, a União Internacional para a Conservação da Natureza (IUCN) classificou o bico-virado-miudo como uma "espécie pouco preocupante". A IUCN considerou que a abrangência da espécie é vasta e que, apesar de sua população estar diminuindo, tal queda não é expressiva o suficiente para ser declarada mais vulnerável.